# Dorota Filipiak
Dorota Filipiak (ur. w Warszawie) – podróżniczka i autorka tekstów o podróżach. Współpracuje z internetowym magazynem Magyazyn, gdzie publikuje artykuły o węgierskiej kulturze, historii i literaturze. Laureatka Nagrody im. Macieja Kuczyńskiego. 
Opublikowała: 
- Rumunia. Pęknięte lustro Europy, Wydawnictwo Paśny Buriat 2021, ISBN 978-83-959547-6-4
- Bug z Tobą. Historie o życiu i śmierci na wsi nadbużańskiego Podlasia, Wydawnictwo Paśny Buriat 2024, ISBN 978-83-971524-8-9